# Worthington, Pennsylvania
Worthington är en kommun av typen borough i Armstrong County i Pennsylvania. Vid 2010 års folkräkning hade Worthington 639 invånare.